# Halichoeres garnoti
Halichoeres garnoti là một loài cá biển thuộc chi Halichoeres trong họ Cá bàng chài. Loài này được mô tả lần đầu tiên vào năm 1839.

## Từ nguyên
Từ định danh garnoti được đặt theo tên của Prosper Garnot (1794 – 1838), là bác sĩ phẫu thuật hải quân và nhà tự nhiên học người Pháp, người đã thu thập được mẫu định danh của loài cá này tại đảo Martinique.

## Phạm vi phân bố và môi trường sống
Từ bang South Carolina (Hoa Kỳ) và Bermuda, H. garnoti được phân bố trải dài về phía nam đến vịnh México và khắp vùng biển Caribe. H. garnoti sống gần các rạn san hô ở độ sâu đến ít nhất là 80 m.

## Mô tả

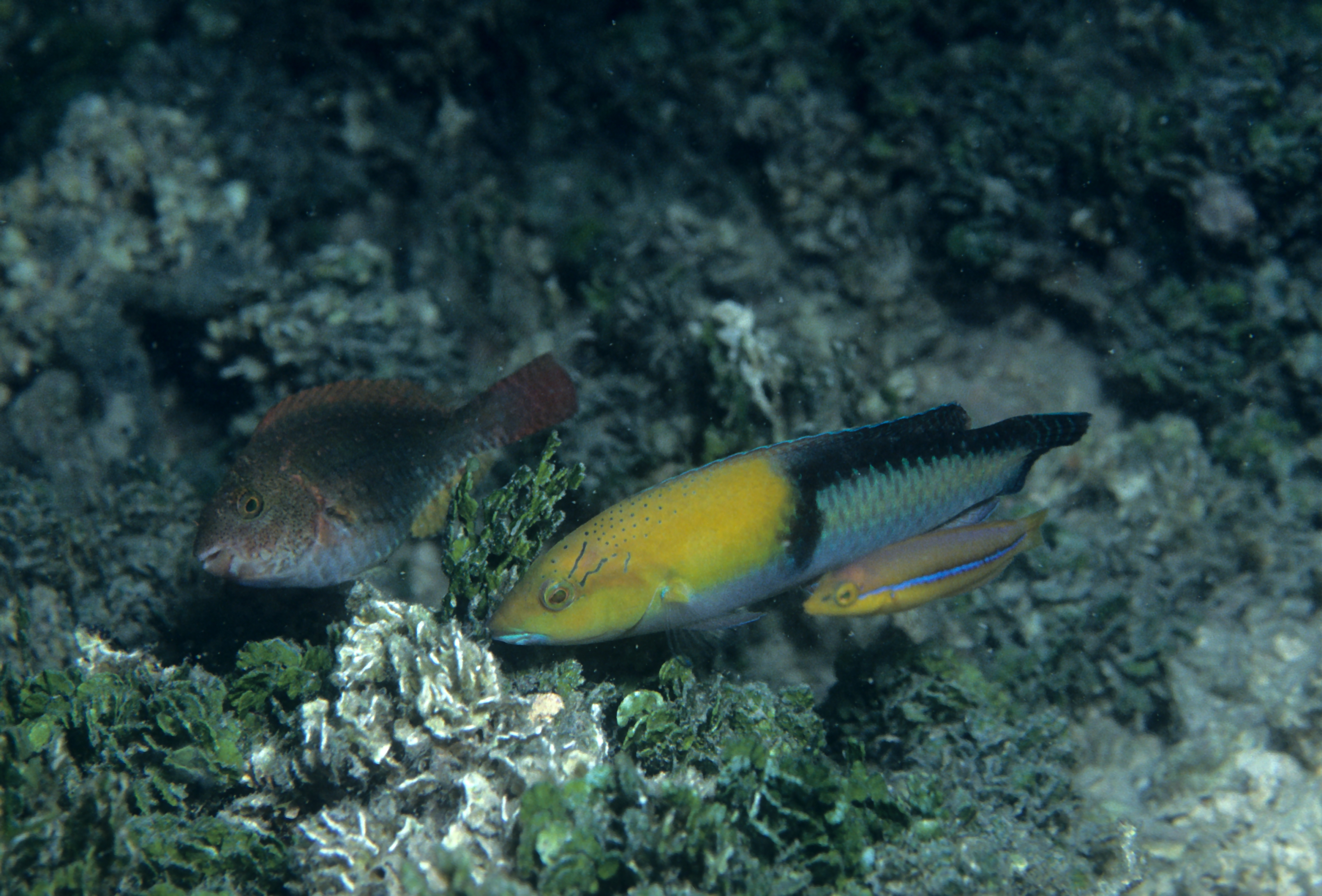
Cá đực và cá con

H. garnoti có chiều dài cơ thể lớn nhất được ghi nhận là 20 cm. Cá con màu vàng nâu với một dải sọc màu xanh óng băng ngang cơ thể, từ sau mắt kéo dài đến gốc vây đuôi. Nửa trên của đầu và vùng lưng của cá cái có màu nâu hoặc nâu tím, vùng thân còn lại có màu vàng (trắng ở bụng). Toàn bộ vùng đầu và một phần trên của thân trước có màu vàng, được ngăn cách với phần thân sau màu trắng bởi một vệt sọc đen. Sọc đen này lan rộng dọc theo lưng đến cuống đuôi. Vây đuôi đen với nhiều vệt sọc màu xanh lam óng. Một điều đáng nói, dải đen trên cơ thể cá đực được thay bằng màu đỏ đối với quần thể H. garnoti ở Bermuda.
Số gai ở vây lưng: 9; Số tia vây ở vây lưng: 11; Số gai ở vây hậu môn: 3; Số tia vây ở vây hậu môn: 12; Số tia vây ở vây ngực: 13; Số gai ở vây bụng: 1; Số tia vây ở vây bụng: 5; Số lược mang: 15–19; Số vảy đường bên: 27.

## Sinh thái học

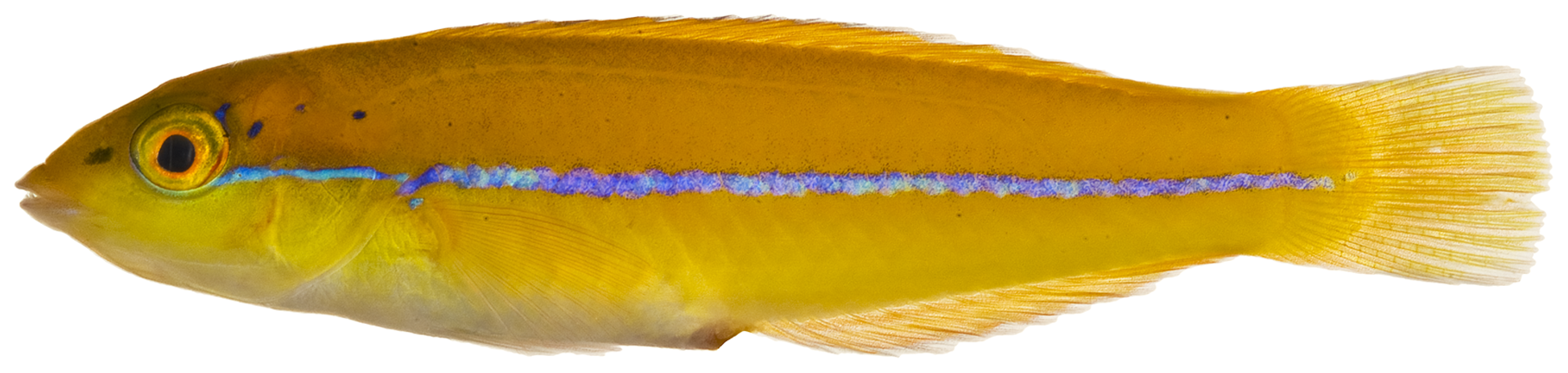
Cá con

Thức ăn của H. garnoti chủ yếu là các loài thủy sinh không xương sống.

## Thương mại
H. garnoti được đánh bắt trong các hoạt động buôn bán cá cảnh.